# Cynarospermum
Cynarospermum es un género monotípico de plantas con flores perteneciente a la familia Acanthaceae. Su única especie: Cynarospermum asperrimum (Nees) Vollesen , es originaria de la India.

## Descripción
Cynarospermum es un género indio con una sola especie. Esta especie fue tratada como un miembro de Blepharis hasta que Vollesen (1999) señala que carece de las sinapomorfías de ese género (es decir, las hojas son opuestas y no en verticilos, y el par anterior de filamentos es diferente. Las plantas de esta especie también tienen una serie de apomorfías que los distinguen de Blepharis. Las inflorescencias se reducen a flores solitarias o en pares en las axilas de las hojas, las bracteolas son tres que se separan en el ápice, y las semillas son tubérculos cónicos.

## Taxonomía
Cynarospermum asperrimum fue descrita por (Nees) Vollesen y publicado en Kew Bulletin 54: 172. 1999.
Sinonimia
- Blepharis asperrima Nees basónimo
- Justicia aspera Perr. ex Nees[4]